# Guenièvre (roman)
Pour les articles homonymes, voir Guenièvre (homonymie).
Guenièvre (Queen of Camelot) est un roman de Nancy McKenzie en deux tomes : Guenièvre, l'enfant reine et Guenièvre, reine de Bretagne. L'histoire du roi Arthur est ici racontée du point de vue de la reine Guenièvre.